# 胡榮 (成化壬辰進士)
胡榮（1432年—？），字邦顯，江西康定府建昌縣人，民籍。明朝政治人物。進士出身。

## 生平
江西鄉試五十七名。成化八年（1472年）壬辰科會試第一百五十一名，殿試登進士第三甲第一百二十一名。

## 家族
曾祖父胡紹先。祖父胡德厚。父亲胡仲勉。